# The Thermals

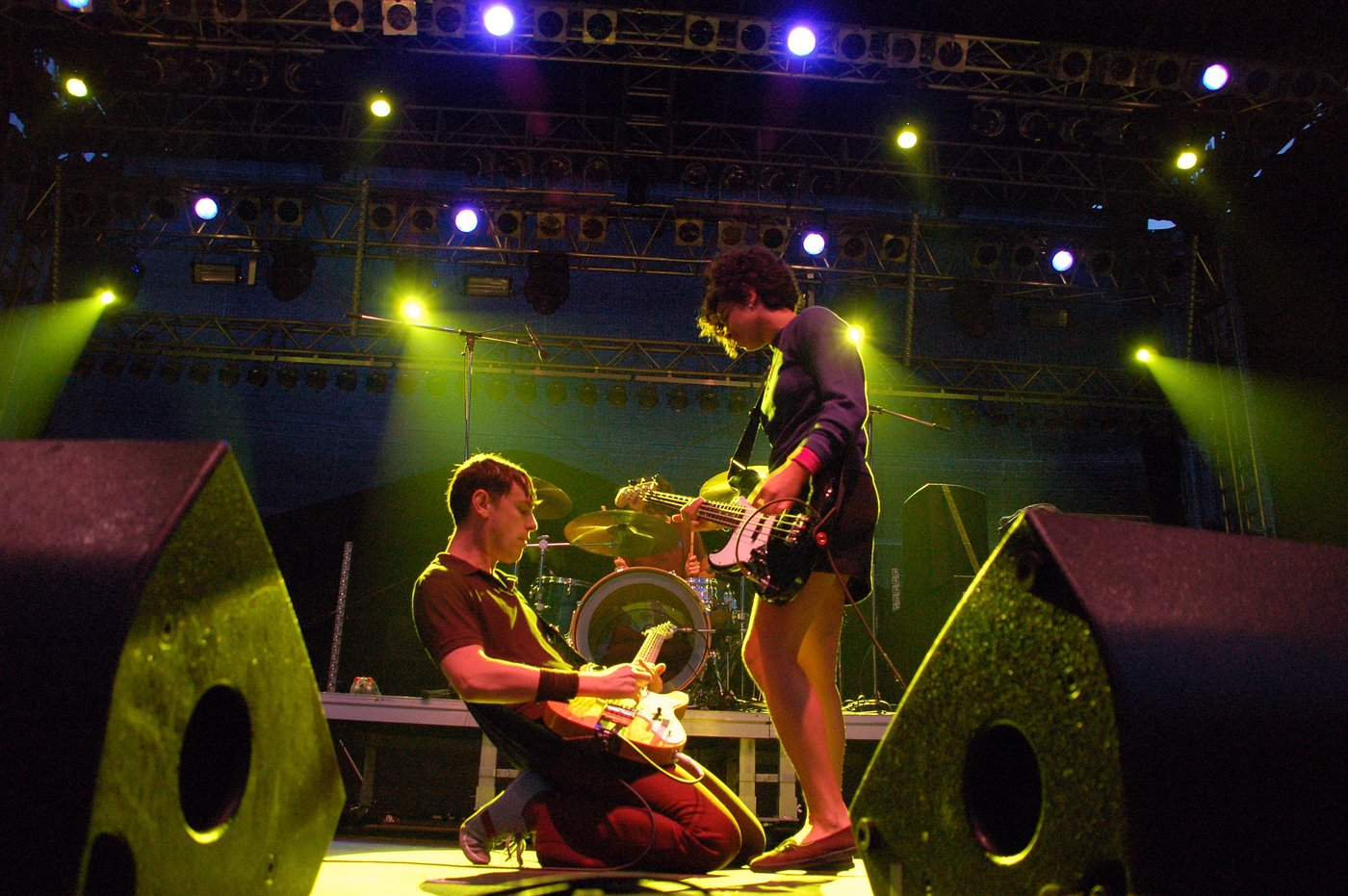
The Thermals 2009

The Thermals, opgericht in 2002 is een punkrockband uit Portland (Oregon) op het label Sub Pop.
Het debuutalbum werd opgenomen op een vier-sporenrecorder voor tien dollar.

## Discografie

### Studioalbums
| Jaar | Titel                            | Label           |
| ---- | -------------------------------- | --------------- |
| 2003 | More Parts per Million           | Sub Pop         |
| 2004 | Fuckin A                         | Sub Pop         |
| 2006 | The Body, The Blood, The Machine | Sub Pop         |
| 2009 | Now We Can See                   | Kill Rock Stars |
| 2010 | Personal Life                    | Kill Rock Stars |

### Singles en ep's
| Jaar | Titel                    | Label   |
| ---- | ------------------------ | ------- |
| 2003 | No Culture Icons         | Sub Pop |
| 2007 | A Pillar of Salt         | Sub Pop |
| 2007 | Insound Tour Support 2.0 | Insound |

### Compilaties
| Jaar | Titel                                                    | Label                    |
| ---- | -------------------------------------------------------- | ------------------------ |
| 2003 | The Wonder of the Underground Pressed On Plastic, Vol. 1 | Meow Meow                |
| 2004 | Sub Pop: Patient Zero                                    | Sub Pop                  |
| 2006 | To Elliott: From Portland                                | Expunged Records         |
| 2006 | Terminal Sales Vol. 2: This Delicious                    | Sub Pop                  |
| 2007 | Bridging the Distance: a Portland, OR covers compilation | Arena Rock Recording Co. |